# Hans-Günther Braun von Stumm
Hans-Günther Braun von Stumm (16 de setembro de 1913 - 15 de setembro de 1941) foi um oficial alemão que serviu durante a Segunda Guerra Mundial. Foi condecorado com a Cruz de Cavaleiro da Cruz de Ferro.

## Carreira

### Patentes
Rittmeister

### Condecorações
| Cruz de Ferro 2ª Classe                                |
| Cruz de Ferro 1ª Classe                                |
| Cruz de Cavaleiro da Cruz de Ferro 20 de julho de 1942 |